# سلطان العذل
سلطان العذل (-12 أبريل 2020) رجل أعمال سعودي راحل لُقّب بستيفن هوكينج العرب نظرًا لمرضه، حيث عانى من مرض التصلب الضموري العضلي الجانبي.

## عن حياته
بدأ مشواره قبل أن يمرض وذلك بتأسيس شركة سمسا إكسبرس للشحن السريع في عام 1994 حيث اتسعت شركته قدمت خدماتها لكافة القطاعات حتى أصبحت من أكثر الشركات نموا وانتشارا، حتى أنها أصبحت أوسع شبكة توصيل تخدم أكثر من 200 مدينة وقرية في المملكة السعودية، إضافة إلى أسطول سيارات كبيرة يزيد عن 1000 سيارة تجوب جميع أنحاء البلاد على مدار الساعة لتقديم خدمات الشحن، وعالميا تصل خدماتها إلى أكثر من 200 دولة حول العالم. في عام 1996 كانت الانطلاقة الأولى لسلسلة محلات «دانكن دوناتس» في الرياض ومنه إلى باقي أنحاء المملكة، وجاءت الفكرة حينما كان سلطان العذل في أمريكا حيث أعجب بفكرة تقديم الدونات بطعمها الرائع، فجاءت من هنا الفكرة للتعاقد مع الشركة والحصول على الامتياز الحصري والتوكيل لاسم دانكن دوناتس لتكون شركة شهية المحدودة، كما قام أيضا بتأسيس شركة مأكل العالمية المحدودة في عام 2009 وهي الشركة المتخصصة في مجال التغذية.

## وفاته
توفي في يوم 12 أبريل 2020 م بعد صراع مع مرض التصلب الجانبي الضموري، استمر قرابة 23 عاما.